# Берег Принцессы Рагнхилль
Берег Принцессы Рагнхилль (англ. Princess Ragnhild Coast) — часть побережья Земли Королевы Мод в Восточной Антарктиде, лежащая между 20°30' и 34°00' восточной долготы.
На всём протяжении берег окаймлён шельфовыми ледниками шириной от 10 до 50 км. К югу поверхность материкового ледникового покрова плавно повышается и на расстоянии 50—100 км от берега достигает высоты 500 м.
Берег был открыт в 1931 году норвежской экспедицией Яльмара Рисер-Ларсена. Назван в честь норвежской принцессы Рагнхильды. В 1958—1960 и 1964—1966 годах в западной части берега действовала бельгийская научная станция Король Бодуэн.